# Orličan L-40 Meta Sokol
 (août 2018).
Le L-40 Meta Sokol était un avion de tourisme monomoteur quadriplace, construit en Tchécoslovaquie à la fin des années 1950.

## Conception
Le L-40 était le successeur du Mráz M.1 Sokol, un avion de sport et de tourisme de construction bois. Dans un premier temps, un avion avec empennage en V fut conçu par Zdenek Rublič. Le prototype désigné XLD-40 fit son premier vol le 30 juillet 1950. Cependant, il n’atteignait pas les performances prévues, et fut abandonné. En 1954 le travail reprit sur une version améliorée, le LD-40, doté d’un empennage conventionnel. L’avion présentait nombre de défauts, et le travail de conception reprit. Finalement il fut repensé comme un avion de tourisme à quatre places, sous la désignation L-40 Meta Sokol.
Le prototype, désigné XL-40, vola pour la première fois le 29 mars 1956. Un second prototype vola en août 1956. Il comportait des simplifications dans la construction. En 1957 la production de l’avion débuta, et en 1959, 106 avaient été construits. La première série de 10 avions avait un moteur Walter Minor III-4 de 103 ch. Les suivants furent motorisés avec le Walter M-332 plus puissant, de 138 ch. Les quatre passagers prenaient place en deux rangées, avec des doubles commandes à l’avant. La caractéristique la plus inhabituelle de l’avion était son train d'atterrissage tricycle inverse : les roues principales étaient situées vers le bord d'attaque des ailes, et la troisième roue était placée au centre du fuselage, au niveau du bord de fuite de l’aile. Cela donnait à l’avion une assiette presque horizontale lorsqu'il était au sol.